# Bierpijplijn

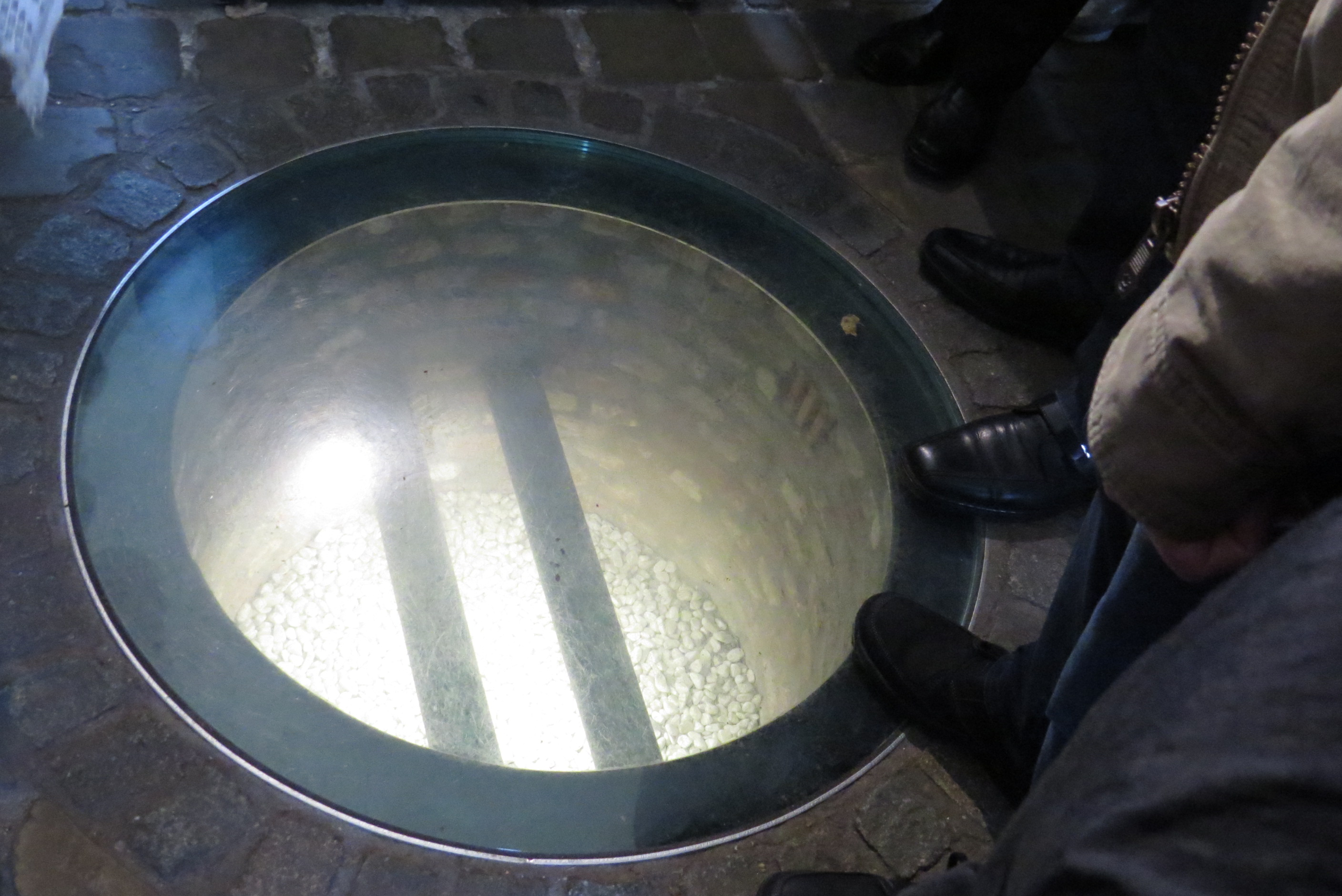
Bierpijpleiding in Brugge

Een bierpijplijn is een pijpleiding die gebruikt wordt om bier te transporteren. Ze kunnen permanent of tijdelijk zijn en zijn nog steeds relatief zeldzaam. De bekendste voorbeelden liggen in Duitsland en België. Leidingen kunnen worden gemaakt van polyethyleen en verlopen meestal ondergronds.

## Voor- en nadelen
In Brugge en in Duitsland heeft de installatie van een bierpijpleiding het mogelijk gemaakt om het vervoer van bier per vrachtwagen te verminderen of te elimineren. Naast financiële en ecologische besparingen, is er ook minder impact op de bestrating in de Brugse binnenstad of de concertterreinen in Duitsland. Het vergemakkelijkt de overige mobiliteit omdat er minder vrachtverkeer is.
De kosten zijn wel aanzienlijk: € 1 miljoen voor de bierpijplijn in Duitsland en € 4 miljoen voor die in Brugge.

## Opmerkelijke bierpijplijnen
Er is een bierpijplijn in Brugge, gebouwd in 2016, die bier transporteert over een afstand van 3 km van de brouwerij De Halve Maan in het centrum van de stad naar de bottelarij gelegen op een industrieterrein buiten de stad. Het is mogelijk om verschillende soorten bier te transporteren.
Een tweede werd in 2017 gebouwd in Duitsland, om bier te vervoeren naar het festival Wacken Open Air in een 7 km lange leiding met een diameter van 35 cm, die ontworpen is om zes glazen per seconde te transporteren tijdens het evenement.
Er bestaan ook tijdelijke bierpijpen, zoals die op Hellfest 2015 in Frankrijk. Het stadion Veltins-Arena in Gelsenkirchen, Duitsland, heeft een 5 km lange pijpleiding die 32 bierkiosken bevoorraadt.

## Trivia
Volgens een broodjeaaplegende had de natuurkundige Niels Bohr een bierpijpleiding met onbeperkte toevoer in zijn woning, gebouwd door de oprichter van de Carlsberg-brouwerij en ter beschikking gesteld aan Bohr als beloning voor zijn bijdragen aan de wetenschap. Het verhaal is populair genoeg om vermeld te worden door publicaties als Forbes en The Guardian, maar het is niet waar. Bohr kreeg wel gratis bier van Carlsberg gedurende de dertig jaar dat hij in zijn woning woonde.